# FC Pars Jonoubi Jam
El Football Club Pars Jonoubi Jam es un equipo de fútbol iraní que actualmente juega en la Iran Pro League de la liga iraní de fútbol.

## Historia
El equipo fue fundado en 2007. Estuvo jugando en la Liga 2 de Irán hasta la temporada 2015/16, momento en el que tras quedar segundo en el grupo A ascendió a la Liga Azadegan. Tan solo permaneció en la segunda categoría del fútbol iraní, ya que se hizo con el título de la división, ascendiendo así a la máxima categoría del fútbol iraní, la Iran Pro League. En la temporada 2018/19 consiguió su mejor resultado en la Copa Hazfi, llegando a los octavos de final tras ser eliminado por el Machine Sazi FC.

## Entrenadores
- Mehdi Pashazadeh (2015-16)
- Mehdi Tartar (2016-)

## Palmarés
- Liga Azadegan (1): 2017